# Maria Monsè
Maria Monsè, pseudonimo di Maria Concetta La Rosa (Castel di Iudica, 17 febbraio 1974), è un'attrice e conduttrice televisiva italiana.

## Biografia
Debutta nel mondo dello spettacolo nel 1992, prendendo parte alla seconda edizione del programma televisivo Non è la Rai, condotta da Paolo Bonolis, e ai relativi spin-off della trasmissione di quella stagione, Capodanno ‘92 e Rock 'n' Roll. Nel 1995 fa il suo esordio come conduttrice televisiva presentando il programma di Raidue Go-Cart, dove introduceva i cartoni animati della Warner Bros.
Parallelamente prende parte come attrice a piccole pellicole cinematografiche: Io e il re di Lucio Gaudino, e Ragazzi della notte di Jerry Calà. L'anno successivo è nel cast di alcune puntate delle fiction Il maresciallo Rocca e Donna. Nel 1998 è invece attrice principale in Annaré, un film diretto da Ninì Grassia, a fianco di altri emergenti: Gigi D'Alessio, protagonista, e Biagio Izzo, con musiche dello stesso Gigi D'Alessio. Nello stesso anno è nel cast di Frigidaire - Il film e della serie televisiva S.P.Q.R., diretta da Claudio Risi. Nel 1999 passa a Telemontecarlo, dove conduce con Diego Dalla Palma il programma Specialmente tu e presenta l'anteprima de Il processo di Biscardi.
Nella stagione televisiva 2003/2004 torna in Rai, dove conduce su Rai 1, inizialmente assieme a Michele Cucuzza e in seguito con Luca Giurato, Un giorno speciale, spin-off de La vita in diretta. Dall'ottobre del 2004 prende parte per due edizioni come opinionista al programma di Massimo Giletti Domenica in... L'arena, esperienza grazie alla quale pubblicherà il suo primo libro di aforismi Il Monsè pensiero. Pensieri sparsi per giorni migliori. Nell'estate del 2005 affianca come co-conduttrice Massimo Giletti nell'Ice World Gala e Franco Di Mare nello spettacolo Mare latino, entrambi trasmessi da Rai 1. Nello stesso anno è nel cast della miniserie Ho sposato un calciatore, andata in onda su Canale 5, del film Fratella e sorello, per la regia di Sergio Citti, e di Akuaduulza ovvero Nashville, provincia di Como, docufilm sull'album Akuaduulza di Davide Van De Sfroos.
Nel febbraio del 2006 avrebbe dovuto partecipare come concorrente alla terza edizione del reality show La fattoria, condotta da Barbara D'Urso su Canale 5, ma pochi giorni prima dell'inizio del programma viene sostituita da Angela Cavagna, essendosi scoperta incinta mentre posava per le foto di gruppo dei concorrenti del reality. Tuttavia prenderà parte al programma in qualità di opinionista. A maggio è nel cast della miniserie di Rai 2 L'ultimo rigore 2, diretta da Sergio Martino. Nell'autunno dello stesso anno prende parte come giurata alla prima edizione del reality show La pupa e il secchione, in onda su Italia 1.
Nel 2007 prende parte allo spettacolo teatrale di Gegia Suore scatenate. Dal 2008 al 2010 conduce su Canale Italia il talk show Salotto Monsè. Negli anni successivi riduce la sua presenza nel mondo dello spettacolo: continua a recitare a teatro e a pubblicare alcuni libri, e nel 2014 è nel cast di Non escludo il ritorno, biopic su Franco Califano diretto da Stefano Calvagna. Dal 2016 è attiva anche nel campo della moda fondando la linea "Perla Monsè". In campo televisivo invece prende parte principalmente come ospite e opinionista ricorrente al programma di Barbara D'Urso Pomeriggio Cinque.
Nel 2017 è tra i giurati del concorso di bellezza Miss Europe Continental, trasmesso a dicembre su Fashion TV. Nel 2018 ha recitato nel film indipendente Adesso preferisco vivere, diretto da Marco Marcelli, e dal 22 ottobre al 5 novembre ha partecipato come concorrente alla terza edizione del Grande Fratello VIP, in onda su Canale 5 con la conduzione di Ilary Blasi. L'8 maggio 2021 ha pubblicato il suo primo singolo musicale, intitolato Io vivo. Dal 22 novembre 2021 al 13 dicembre 2021 ha partecipato nuovamente come concorrente alla sesta edizione del reality, questa volta condotta da Alfonso Signorini. Nel 2023 ha partecipato come concorrente alla seconda edizione del reality Back to School, in onda su Italia 1 con la conduzione di Federica Panicucci. Dal 2 dicembre 2024 torna per la terza volta al Grande Fratello partecipando alla diciottesima edizione, condotta da Alfonso Signorini, formando un unico concorrente con la figlia Perla Maria, ma viene nuovamente eliminata dopo poche puntate come nelle precedenti edizioni.

## Casi mediatici
A giugno del 2006, il suo nome compare nelle intercettazioni telefoniche relative all'inchiesta Vallettopoli; a parlare di lei al telefono è Salvatore Sottile, all'epoca dei fatti portavoce del Ministro degli Esteri Gianfranco Fini, che asserisce di un presunto rapporto sessuale intercorso tra lui e la Monsé, in cambio di raccomandazioni nell'ambiente televisivo; ma l'interessata nega tutto, minacciando di querelare il politico e non verrà mai chiamata nemmeno a testimoniare.

## Vita privata
Dal 2006 è sposata con l'imprenditore salernitano Salvatore Paravia, da cui ha avuto una figlia, Perla Maria.

## Filmografia

### Cinema
- Io e il re, regia di Lucio Gaudino (1995)
- Ragazzi della notte, regia di Jerry Calà (1995)
- Frigidaire - Il film, regia di Giorgio Fabris (1998)
- Annaré, regia di Ninì Grassia (1998)
- Fratella e sorello, regia di Sergio Citti (2005)
- Non escludo il ritorno, regia di Stefano Calvagna (2014)
- Adesso preferisco vivere, regia di Marco Marcelli (2018)
- L'uomo dalla mente oscura, regia di Gionatan Valenti (2023)

### Televisione
- Il maresciallo Rocca – serie TV, episodio 1x02 (1996)
- Donna – serie TV, 3 episodi (1996)
- S.P.Q.R – serie TV (1998)
- Ho sposato un calciatore, regia di Stefano Sollima – miniserie TV (2005)
- Akuaduulza ovvero Nashville, provincia di Como, regia di Giovanni Ribet – docufilm (2005)
- L'ultimo rigore 2, regia di Sergio Martino – miniserie TV (2006)

### Videoclip
- La poupée di Maria Federica Salvi (2019)
- C’est la vie di Achille Lauro (2020)

## Teatro
- Finalmente mi sposo, regia di Francesco Milani (2001)
- Basta un click, regia di Sergio Vaccaro (2002)
- Suore scatenate, di Gegia, regia di Beppe Arena (2007)
- Ti ho sposato per ignoranza, testo e regia di Gianfranco Gallo (2009)
- Crooner, di Manolo Cristian Abbondati, regia di Frank Abbondati (2010)
- Crooner... Il musical - La rivincita dei veri sentimenti, di Manolo Cristian Abbondati, regia di Frank Abbondati (2010)
- Luci delle ribalta, di Tom Del Monaco, regia di Mariano Perrella (2014-2015)

## Programmi televisivi
- Non è la Rai (Canale 5, 1992-1993; Italia 1, 1993)
- Capodanno ‘92 (Canale 5, 1992-1993)
- Rock 'n' Roll (Italia 1, 1993)
- Go-Cart (Rai 2, 1995-1996)
- Specialmente tu (Telemontecarlo, 1999)
- Prima del Processo (Telemontecarlo, 1999-2000)
- Streamer (Stream TV, 2000-2001)
- Sanremo... Sul mare luccica (Rai 1, 2001)
- La vita in diretta - Un giorno speciale (Rai 1, 2003-2004)
- Domenica In... L'arena (Rai 1, 2004-2006) - opinionista
- Ice World Gala (Rai 1, 2005) - co-conduttrice
- Mare latino (Rai 1, 2005) - co-conduttrice
- La fattoria (Canale 5, 2006) - opinionista
- La pupa e il secchione (Italia 1, 2006) - giurata
- Salotto Monsè (Canale Italia, 2008-2010)
- Pomeriggio Cinque (Canale 5, 2010-2023) - opinionista ricorrente
- Miss Europe Continental (Fashion TV, Canale Italia, 2017-2019) - giurata
- Grande Fratello VIP (Canale 5, 2018, 2021) - concorrente
- Jack e il suo show (La4 Italia, 2020)
- Forum (Rete4/Canale 5, 2021-2023) - opinionista ricorrente
- Back to School (Italia 1, 2023) - concorrente
- Ma le donne… (Telecampione, 2023)
- Grande Fratello (Canale 5, 2024) - concorrente

## Discografia

### Singoli
- 2021 – Io vivo
- 2023 – Tra me e te

## Opere
- Il Monsè pensiero. Pensieri sparsi per giorni migliori, Pellegrini editore, 2006.
- Il metodo Monsè. Tornare in forma dopo il parto, Aliberti editore, Aliberti, 2007.
- Perla e le meraviglie del mare, Caratelli editore, 2008
- Per avere tutto... E subito!, Curcio, 2010
- In cucina col tacco 12, Curcio, 2014
- Ti cucino per le feste, Curcio, 2015
- La vita è una questione di verità, Diamond Editrice, 2019
- I 50 sono i nuovi 30, PAV Edizioni, 2024